# Avalon (półwysep)
Avalon Peninsula – półwysep w Kanadzie, w prowincji Nowa Fundlandia i Labrador, w południowo-wschodniej części wyspy Nowa Fundlandia, o powierzchni 9270 km². Stanowi obszar o największej na wyspie gęstości zaludnienia, zamieszkuje go ok. 40% populacji wyspy. Na Półwyspie Avalon leży także stolica wyspy – Saint John’s. Avalon jest połączony z główną częścią wyspy przesmykiem o długości 5 km. Na wodach Oceanu Atlantyckiego otaczających półwysep znajdują się łowiska, najobfitszym z nich jest Grand Banks. Bazami dla miejscowego rybołówstwa są 4 naturalne zatoki półwyspu: Trinity, Conception, Saint Mary's i Placentia. 
Półwysep Avalon był jednym z pierwszych w Ameryce Północnej miejsc stałego osadnictwa europejskiego. Pierwsza osada, Cuper’s Cove, powstała w 1610 roku.